# شرفیه
شرفیه (به عربی: شرفیة) یک منطقهٔ مسکونی در عراق است که در استان نینوا واقع شده‌است. شرفیه ۵۰۰ نفر جمعیت دارد.